# NGC 7156
NGC 7156 este o galaxie spirală situată în constelația Pegas. A fost descoperită în 8 octombrie 1785 de către William Herschel.